# براندون بن
براندون بن (بالإنجليزية: Brandon Penn)‏ مواليد 5 يونيو 1990 في فيلادلفيا، هو لاعب كرة سلة أمريكي. بدأ مسيرته الاحترافية في سنة 2012. يلعب في الدوري الكرواتي لكرة السلة الدرجة الأولى. يحمل الرقم 1. يبلغ طوله 6 قدم 8 بوصة (2.0 م).

## المسيرة الاحترافية
لعب مع تاكاماتسو فايف أروس في موسم 2012–2013، ثم لعب مع باكين بيرز في موسم 2013–2014، ثم لعب مع السد في موسم 2016–2017.

## روابط خارجية
- براندون بن على موقع كرة السلة الأوروبية.كوم (الإنجليزية)
- براندون بن على موقع كلية كرة السلة في سبورتس رفرنس.كوم (الإنجليزية)
- براندون بن على موقع ريلجم (الإنجليزية)
- براندون بن على موقع بروبوليرز (الإنجليزية)
- براندون بن على موقع سبورتس رفرنس (الإنجليزية)